# عادل مأمون
عادل مأمون (23 نوفمبر 1932 - 25 نوفمبر 1990) مطرب وممثل وعازف وملحن مصري.

## ولادته ونشأته
محمد عادل محمد مأمون جمعة، ولد في 23 نوفمبر 1932 بمحافظة المنيا، ينتمي لعائلة فنية حيث كان والده عازف قانون ، تأثر بأداء وألحان محمد عبد الوهاب،
- التحق بمدرسة بين القصرين في صغره وظهرت هناك موهبته الفنية على مسرح المدرسة.
- أكمل دراسته في كلية تجارة جامعة عين شمس، ولكنه لم ينقطع عن حبه للفن أثناء الدراسة وكان المطرب الأول في الجامعة ، وأحبه الطلبة لموهبته وقرب صوته من الموسيقار محمد عبد الوهاب.

، غنى في أوبريتات عدة كما غنى مع المطربة السعودية ابتسام لطفي.
شبه النقاد صوته بصوت محمد عبد الوهاب طلب منه محمد عبد الوهاب غناء أغانيه القديمة التي لم يكن لها تسجيلات بجودة مقبولة وطلب منه تمثيل دوره في المسلسل الإذاعي الذي قدّمته الإذاعة المصرية يحكي قصة حياة محمد عبد الوهاب كما سمح له بغناء كل أغانيه متى شاء.
تزوج مأمون من المطربة هدى زايد عام 1959، وأثمرت تلك الزيجة عن ابنتين الأولى "نهلة" وهو الإسم الذي أطلقه عليها الموسيقار محمد عبد الوهاب تيمناً بزوجته نهلة القدسي، أما الإبنة الثانية تدعى "هالة"، وقدما معاً عدة أعمال ومنها أغنية قدماها معاً بعنوان "بنت وولد".
بسبب حب المشير عبد الحكيم عامر وإعجابه بصوته، ضغط المشير على النُقّاد لمدحه مما أدّى إلى كره النقاد له بسبب الضغط عليهم من إدارة عُليا من خارج المجال الفني.

## مسيرته
- بعد تخرجه وحصوله على بكالوريوس تجارة، انضم لعدد من النوادي الليلية للغناء بها حتي وصل إلي كازينو "أوبرا" التي تملكه السيدة بديعة مصابني "أحد أهم مكتشفي النجوم وقتها".
- شاهده محمد عبد الوهاب لأول مرة وأعجب بصوته وأتاح له الفرصة لكي يعمل في الإذاعة في بعض البرامج مثل برنامج "أضواء المدينة" ورشحه ليقوم بدور في مسلسل إذاعي يحكي قصة حياته.
- أذن له عبد الوهاب أن يغني ما يشاء من أغانيه وخصوصاً تلك التي لم تحظ بتسجيل جيد على الأسطوانات في بداية تلك الصناعة ، وبالفعل استجاب مأمون لذلك الطلب، وأستمر في تقديم أغاني "عبد الوهاب" في الإذاعة.[4]
- آمن به المؤلف "عزيز الشوان" في بداية الخمسينيات ، فلحن له مجموعة كبيرة من الأغنيات ، منها: "شوف الدنيا جميلة هنية ، صدقيني ، انظري ، وحبيبي طيف".[5]
- وبحكم دراسته للموسيقي ، لحن لنفسه العديد من الأغنيات ، منها: "اد ايبه يا أغلى حبايبي واحشني ، حكاية حب ، وأشهد عينيك".[6]
- لم يحظ بفرص كثيرة على شاشات السينما مثل باقي زملائه الذين سبقهم في المجال الفني ، وطوال مسيرته الفنية لم يقم بتمثيل سوي خمسة أفلام أشهرها: "ألمظ وعبده الحامولي" ، وباقي أفلامه "العُزاب الثلاثة ، نساء بلا رجال ، المادة والحظ ، النساء الثلاثة".[7]
- في مشواره مجموعة من الثنائيات الغنائية نذكر منها: "شوف الدنيا جميلة هنيه" ، "انت حبي" مع نادية فهمي ، "الشمس طلعت" مع المطربة ابتسام عبد العزيز ، "اليوم الجديد" مع سعاد مكاوي ، "بنت وولد" مع هدي زايد .
- يعتبر الموسيقار كمال الطويل سبب شهرته ؛ حيث أعطاه لحن من أجمل الألحان التي غناها "ياللي سامعني قول يا نور عيني" حيث برزت غنية لهذا عاش هذا اللحن حتي الآن .
- تعاون مأمون مع العديد من الملحنين والشعراء ، نذكر منهم: كمال الطويل ، محمد الموجي ، مأمون الشناوي ، رياض السنباطي ، عبد الفتاح مصطفي ، محمود كامل وغيرهم .[8]

## أشهر أغانيه
- مش قادر أنسى.
- ياللى سامعني.
- أنت واحشني.
- عاشت الأسامي.
- لا مش أنا اللي أبكي.
- هان الود.
- جايز.
- أنا مجروح.
- طعمه.
- حلوة عزيزة.
- فين طريقك فين.
- ابعد عن الحب وغني له.

## أفلامه
- العزاب الثلاثة (1964).
- المض وعبده الحامولي (1962).
- عبيد المال (1953).
- نساء بلا رجال (1953).